# Савина, Нина Сергеевна
Ни́на Серге́евна Са́вина (бел. Ніна Сяргееўна Савіна; род. 21 июля 1993, Бобруйск, Могилёвская область) — белорусская легкоатлетка, специалистка по бегу на длинные дистанции и марафону. Выступает за сборную Белоруссии по лёгкой атлетике с 2010 года, победительница Кубка Европы в командном зачёте, чемпионка и призёрка первенств национального значения, участница ряда крупных международных стартов. Мастер спорта Республики Беларусь.

## Биография
Нина Савина родилась 21 июля 1993 года в городе Бобруйске Могилёвской области. Занималась лёгкой атлетикой в Могилёвской СДЮШОР «Олимп», окончила Бобруйское училище олимпийского резерва. Была подопечной тренера Альбека Бексултановича Салсанова.
Впервые заявила о себе в лёгкой атлетике на международном уровне в сезоне 2010 года, когда вошла в состав белорусской национальной сборной и выступила на юношеских Олимпийских играх в Сингапуре, где в зачёте бега на 3000 метров финишировала шестой.
В 2011 году заняла 72-е место в забеге юниорок на чемпионате мира по кроссу в Пунта-Умбриа.
На чемпионате Белоруссии 2014 года в Гродно превзошла всех соперниц в беге на 5000 метров и завоевала золотую медаль.
В 2015 году бежала 5000 и 10 000 метров на молодёжном европейском первенстве в Таллине, став в этих дисциплинах седьмой и пятой соответственно. Показала 11-й результат в молодёжной категории на чемпионате Европы по кроссу в Йере.
В 2016 году взяла бронзу в беге на 3000 метров на зимнем чемпионате страны и победила в беге на 5000 метров на летнем национальном чемпионате. Заняла 25-е место в полумарафоне на чемпионате Европы в Амстердаме.
В 2017 году вместе с соотечественницами выиграла женский командный зачёт Кубка Европы по бегу на 10 000 метров в Минске, была седьмой в беге на 5000 метров в Суперлиге командного чемпионата Европы в Лилле.
В 2018 году заняла 12-е место в марафоне на чемпионате Европы в Берлине, была лучшей в женском командном зачёте разыгрывавшегося здесь Кубка Европы. При этом на чемпионате мира по полумарафону в Валенсии расположилась в итоговом протоколе на 42-й позиции.
В 2019 году на Кубке Европы по бегу на 10 000 метров в Лондоне установила личный рекорд 32:52,66, став 19-й в личном зачёте и пятой в женском командном зачёте. Помимо этого, с результатом 1:11:24 одержала победу на Минском полумарафоне и с личным рекордом 2:28:44 стала четвёртой на Сайтамском международном марафоне.
На чемпионате Белоруссии 2020 года в Минске взяла бронзу в беге на 5000 метров и завоевала золото в беге на 10 000 метров.
4 мая 2025 года Савина победила на престижном полумарафоне в Казани (21,1 км), впервые стартовав после рождения ребенка. Белоруска финишировала с результатом 1:14,29.